# 太郎ヶ城
太郎ヶ城（たろうがじょう）は、美濃国池田郡本郷（岐阜県揖斐郡池田町）にあった日本の城。

## 概要
応仁文明年間（1467-1486年）ごろ、安八郡（現神戸町）田村から本郷に移った国枝氏の、国枝為助(ためすけ)が築城したとされる。なお、為助は1495年に死去している。
国枝氏は為助の後、正助、宗龍、重光、重元、重高、政森と続いたが、関ヶ原合戦で石田三成率いる西軍に属して敗れた。

## 場所
形式は「平城」で、温知小学校一帯に築かれていた。
明治時代の字絵図では、城の土塁や堀の形に土地割りがされていて、かつて城が存在したことが確認できる。なお、その字絵図を参考に復原すると、
- 堀を含め、南北108 m、東西88 mの長方形
- 堀・土塁はともに、5-10 mほどの幅で、周囲を取り囲んでいる

以上が、主な城の概要である。
なお、1995年（平成7年）の駐車場造成にともなった発掘調査にて、
- ほぼ字絵図通りの位置に堀と土塁を検出
- 堀は、深さ1.7 m、幅は7 m以上と推測
- 土塁は、削られ高さは不明であるが、幅は約7 mと確認

など、細かく確認できた。
現在は小学校の北側の路地脇に石碑があるのみである。